# کاراکولاگاستنا
کاراکولاگاستنا (به لاتین: Karakolagastenna) یک منطقهٔ مسکونی در سری‌لانکا است که در استان مرکزی (سری‌لانکا) واقع شده‌است.